# اسبوکلا کریم‌کلا
اسبوکلا کریم‌کلا یک روستا در ایران است که در شهرستان فریدونکنار استان مازندران واقع شده‌است. اسبوکلا کریم‌کلا ۳۷۷ نفر جمعیت دارد.

## جمعیت
این روستا در دهستان امامزاده عبدالله قرار دارد و براساس سرشماری مرکز آمار ایران در سال ۱۳۸۵، جمعیت آن ۳۷۷ نفر (۹۴ خانوار) بوده‌است.